# 32735 Strekalov
32735 Strekalov è un asteroide della fascia principale. Scoperto nel 1978, presenta un'orbita caratterizzata da un semiasse maggiore pari a 2,4044086 UA e da un'eccentricità di 0,2541604, inclinata di 11,39919° rispetto all'eclittica.